# Annamanum annulicorne
Annamanum annulicorne är en skalbaggsart som först beskrevs av Maurice Pic 1934.  Annamanum annulicorne ingår i släktet Annamanum och familjen långhorningar. Inga underarter finns listade i Catalogue of Life.